# БАФТА Шотландія
БАФТА Шотландія (англ. BAFTA in Scotland) — шотландська філія Британської академії телебачення та кіномистецтва. Організація заснована у 1989 році. З того часу щороку вручає премію за заслуги у галузях кіно, телебачення та відеоігор у Шотландії. Ця нагорода не є частиною премій БАФТА у кіно та телебаченні, але її лауреати згодом можуть стати і лауреатами загальнонаціональної премії.

## Премія БАФТА (Шотландія)
Остання наразі церемонія нагородження відбулася 18 листопада 2012 року. Премію вручалася у 12 категоріях за фільми, мультфільми та акторську гру. Ця премія є найавторитетнішою кінопремією в Шотландії.